# Klaus Zieschang
Klaus Zieschang (* 3. Oktober 1939 in Freital) ist ein deutscher Sportwissenschaftler und Hochschullehrer.

## Leben
Zieschang wuchs zunächst in Dresden auf. Nach dem Abitur am Gymnasium Sulzbach-Rosenberg im Jahr 1960 studierte Zieschang bis 1965 an der Universität Würzburg Sport, Germanistik, Pädagogik und Psychologie für das Lehramt. Als Sportler trieb er in den Vereinen TuS Rosenberg und TG Zell unter anderem Fußball, Boxen und Handball. 1967 wurde er zum Studienassessor ernannt und war anschließend am Institut für Leibesübungen der Uni Würzburg als Hochschullehrer tätig, während er seine Doktorarbeit (Titel: „Vom Schützenfest zum Turnfest“) schrieb, die er 1974 mit dem Prädikat „summa cum laude“ abschloss.
Ab 1975 war Zieschang an der Universität Bayreuth beschäftigte, baute dort Strukturen für den Studiengang Sportwissenschaft sowie den Hochschulsport auf. 1979 wurde er als Professor auf den Lehrstuhl für Sportwissenschaft I an der Universität Bayreuth berufen und war später in mehreren Amtszeiten geschäftsführender Direktor des Instituts für Sportwissenschaft an der Bayreuther Uni. Zeitweise hatte Zieschang im Arbeitskreis der Sportinstitute der bayerischen Landesuniversitäten die Leitung inne. Ein weiterer Meilenstein seiner Hochschullaufbahn war 1985 die Einrichtung des Studiengangs Sportökonomie, womit die Uni Bayreuth deutschlandweit ein Vorreiter war.
Ab 1990 und bis 1993 war Zieschang als Gründungsmitglied der Technischen Universität Chemnitz-Zwickau federführend für die dortige Neubildung der sportwissenschaftlichen Lehr- und Forschungsstrukturen verantwortlich. Anschließend konzentrierte er sich wieder auf seine Tätigkeiten an der Universität Bayreuth, an der er 1998 und 1999 als Dekan der der Kulturwissenschaftlichen Fakultät wirkte.
Ab 1994 und bis 1998 hatte er einen Sitz im Vorstand der Europäischen Vereinigung für Sportmanagement (EASM) und gehörte in diesem Zeitraum ebenfalls zum Herausgeberkollektiv des Europäischen Journals für Sportmanagement.
Von 1995 bis 1999 war er Vorsitzender der Deutschen Vereinigung für Sportwissenschaft (DVS). 2005 zeichnete ihn die DVS mit der Goldenen Ehrennadel aus.
2001 wurde Zieschang für seine Verdienste um die Sportwissenschaft das Verdienstkreuz am Bande des Verdienstordens der Bundesrepublik Deutschland verliehen, 2003 wurde er beim Bayerischen Sportpreis in der Kategorie „Innovation im Sport“ ausgezeichnet. 2005 wurde Zieschang emeritiert, 2011 ernannte ihn die Europäische Vereinigung für Sportmanagement zum Ehrenmitglied.
Neben Themen der Sportökonomie wie Werbung, Sporttourismus, Sportstättenbau, gehörten auch das Sportspiel, die Leichtathletik sowie Aspekte der Trainingssteuerung zu Zieschangs Forschungsgebieten.